# Никитина, Маргарита Ивановна
Маргари́та Ива́новна Ники́тина (14 июля 1937, Ленинград — неизвестно) — советский и российский сурдопедагог, профессор РГПУ им. А. И. Герцена, член-корреспондент РАО.

## Биография
Родилась в семье педагогов. Отец был преподавателем изобразительного искусства, а мать сурдопедагогом. В 1954 году поступила на отделение сурдопедагогики Ленинградского государственного педагогического института им. А. И. Герцена.
Окончила с отличием в 1959 году дефектологический факультет Ленинградского государственного педагогического института им. А. И. Герцена.
В 1959—1962 годах работала в Сибири заместителем директора по учебно-воспитательной работе Кемеровской школы для глухих детей, а потом инспектором специальных школ Кемеровского областного отдела народного образования. С 1962 года — учитель русского языка и литературы ленинградской школы № 3 для слабо слышащих. После аспирантуры (1963—1966 годы) работала ассистентом, затем — старшим преподавателем и доцентом кафедры сурдопедагогики Ленинградского государственного педагогического института им. А. И. Герцена. В 1970 году защитила кандидатскую диссертацию на тему «Эстетическое восприятие живописи слабослышащими учащимися».
С 1974 по 1999 годы — заведующая кафедрой сурдопедагогики, в период 1994—2002 годов — декан факультета коррекционной педагогики (в Российском государственном педагогическом университете имени А. И. Герцена).
В 1984 году защитила докторскую диссертацию на тему «Совершенствование литературного образования слабослышащих школьников» и получила учёное звание профессора.
С 1992 года — член-корреспондент Российской академии образования.
С 2006 года — научный консультант факультета дефектологии Ленинградского государственного университета им. А. С. Пушкина.
Заведовала лабораторией диагностики и коррекции психических и сенсомоторных нарушений.
Общее количество публикаций М. И. Никитиной — около 200 в области коррекционной педагогики и специальной психологии, включая федеральные учебники, монографии, учебно-методические пособия, программы курсов.
Количество диссертаций, успешно защищённых учениками М. И. Никитиной: 20 кандидатских и 4 докторских диссертации.
Ушла из жизни.

## Наиболее значимые труды
- Пути совершенствования литературного образования слабослышащих школьников. — Л., ЛГПИ, 1979. — 4 п. л.
- Книга для чтения. 5 класс школы для слабослышащих. — М., Просвещение, 3 издания (70—80-х гг.) — 13 п. л.
- Книга для чтения. 6 класс школы для слабослышащих. — М., Просвещение, 3 издания (70—80-х гг.) — 14 п. л.
- Преподавание литературы в школе для слабослышащих детей. — М., Просвещение, 1983 — 7.5 п. л.
- Сурдопедагогика — М., Просвещение, 1989, 24 п. л.
- Уроки чтения в школе для слабослышащих детей. — М., Просвещение, 1991, 9 п. л.
- Книга для чтения. 3 класс школы для глухих детей. — М., Владос, 2006, 15 п. л.
- Чтение и развитие речи. — М., Каро, 2006 — 16 п. л.